# Francis Denis Podger
Francis Denis Podger ( * 1933 - 2009 ) fue un botánico australiano.
Era hijo de Elizabeth Mavis y de Stephen Denis Podger, siendo el mayor de cuatro hermanos: Francis (Frank), Keith, Clare, Neil.
Obtuvo su doctorado en la Universidad de Auckland, y su trabajo sobre deterioro forestal fue reconocido internacionalmente cuando ganó la "Medalla de Logros Científicos", de la Unión Internacional de Organizaciones de Investigación Forestal, en 1971.

## Algunas publicaciones
- Bjorkman, erik, a.r. Angus, f.e. Batini, f.d. Podger. 1966. On the jarrah (Eucalyptus marginata) dieback in Western Australia : its cause and control
- Podger, f.d. 1968. Aetiology of jarrah dieback : a disease of dry sclerophyll Eucalyptus marginata Sm. forests in Western Australia

- La abreviatura «Podger» se emplea para indicar a Francis Denis Podger como autoridad en la descripción y clasificación científica de los vegetales.[1]

- «Francis Denis Podger». Índice Internacional de Nombres de las Plantas (IPNI). Real Jardín Botánico de Kew, Herbario de la Universidad de Harvard y Herbario nacional Australiano (eds.).
- Wikispecies tiene un artículo sobre Francis Denis Podger.

- Datos: Q5864848
- Especies: Francis Denis Podger

1. ↑  Todos los géneros y especies descritos por este autor en IPNI.